# Abri des Orchidées
L’abri de la Touche aux Mulets no 1, dit des Orchidées, est un abri sous roche et un site d'art rupestre situé dans la forêt de Fontainebleau, en Seine-et-Marne, en France.

## Situation et accès
L'abri est situé près du carrefour de la Touche-aux-Mulets, dans l'ouest de la forêt de Fontainebleau (parcelle 608) et du territoire communal de Fontainebleau, dans le département de Seine-et-Marne, en région Île-de-France.

## Histoire
L'abri, qui se cache derrière des arbres, est découvert par hasard en mai 1987 par François Beaux lors d'une prospection botanique de l'Association des amis de la forêt de Fontainebleau,. Beaux le raconte ainsi des années plus tard dans les colonnes du Parisien : « Je faisais des recherches en botanique, à la saison des orchidées. Je m'étais écarté du chemin pour chercher des fleurs quand je suis tombé sur cet endroit. ».

## Description
S'étendant sur environ 18 mètres de large, il s'agit d'un abri sous platière avec une hauteur limitée à 90 centimètres. C'est le site le plus riche en gravures rupestres de tous ceux qui se trouvent en forêt de Fontainebleau. On distingue quatre zones sur lesquelles se répartissent les gravures. Outre de nombreux sillons et grilles, cet abri présente surtout des figurations d'armes : lames d'épées, pointes de lance, coutelas, flèches et chevrons. Aucune des figurations n'est suffisamment précise pour pouvoir être datée autrement que de l'« âge des métaux », mais certaines formes font plutôt penser à l'âge du bronze.